# Victoria (Britská Kolumbie)
Victoria je hlavní město kanadské provincie Britská Kolumbie. Město se rozkládá na území 633 km². Založeno bylo někdy na začátku 18. století španělskými osadníky.

## Poloha a obyvatelstvo
Město je poněkud excentricky umístěno, neboť leží mimo pevninu v jižní části ostrova Vancouver, v těsné blízkosti americké hranice a od Tichého oceánu ho odděluje průliv Juana Fuca. Victoria je největším městem na ostrově Vancouver – se svým předměstím má okolo 335 000 obyvatel. To je však daleko méně, než má nejlidnatější město této provincie – Vancouver, který leží na pevnině a od Victorie je vzdálen 2 hodiny jízdy trajektem.
Victoria je známá svým nepoměrně vyšším počtem obyvatel v důchodu. Ty do Victorie přitahuje především mírné podnebí, krásná krajina, celoroční golfová sezona a hlavně bezstarostný běh života. Populární přísloví říká: „Victoria is for the newly wed and nearly dead!“ (Victoria je vhodná pro novomanžele a lidi krátce před smrtí).
Nejdůležitějšími ekonomickými odvětvími města jsou cestovní ruch, vládní úřady a strojírenství. Nacházejí se tu také dvě významné instituce: námořní základna pro Tichomořskou flotilu kanadského vojenského námořnictva (ve správní oblasti Esquimalt, které je součástí velké Victorie) a také Victorijská univerzita.
Město Victoria je nejjižněji položené město v západní Kanadě. Leží mezi 48. a 49. rovnoběžkou.

## Podnebí

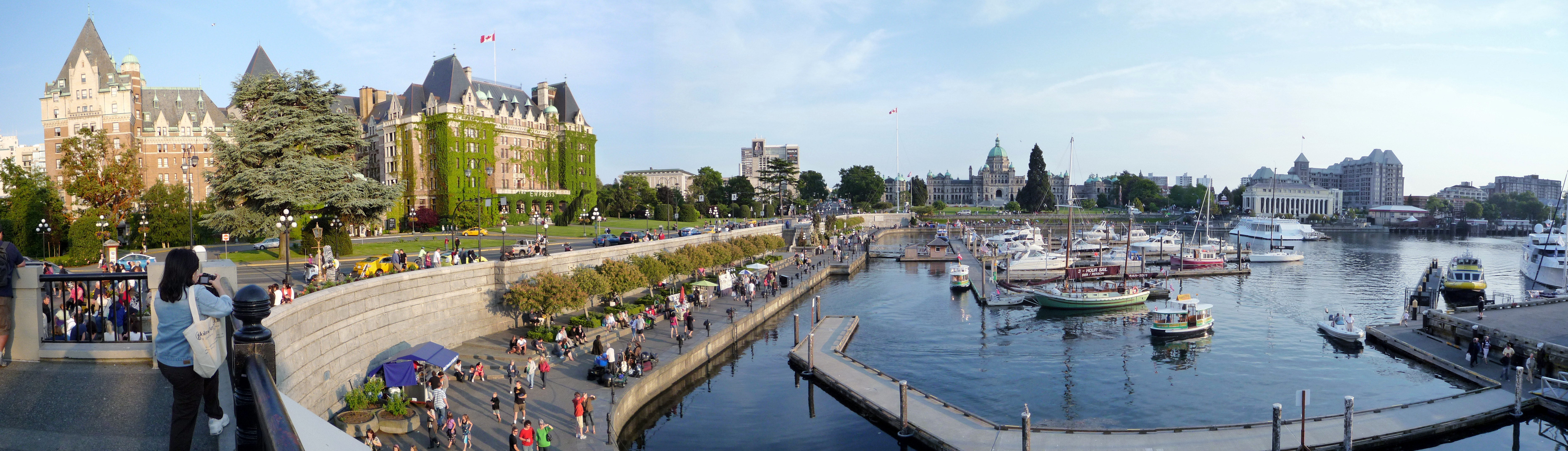
Victoria

Victoria má mírné oceánické podnebí, s mírnou, vlhkou zimou (teplota mezi 4 °C a 8 °C) a relativně suchým a mírným létem (teploty mezi 12 °C a 20 °C).
Díky dešťovému stínu zapříčiněnému Olympijským pohořím ve státě Washington je Victoria nejsušším místem na Britskokolumbijském pobřeží (průměrně zde spadne jen 608 mm srážek ročně).

### Město zahrad
Victorijské rovnoměrné podnebí také dalo tomuto městu jeho přezdívku – Město zahrad. Díky jeho mírným teplotám a častému slunečnému počasí zde našlo domov mnoho rostlinných druhů, které můžeme jinak v Kanadě nalézt jen zřídka. Jedná se především o některé druhy palem, eukalyptů, a banánovníků.
Victoria je také pyšná na mnoho květin rostoucích v průběhu zimy a začátkem jara, jako jsou například šafrány, narcisy, některé druhy rododendronů, třešně a švestky. Každý únor se zde také koná slavnostní sčítání rostlin a to v době, kdy většinu Kanady ještě pokrývá sníh.

## Významné objekty

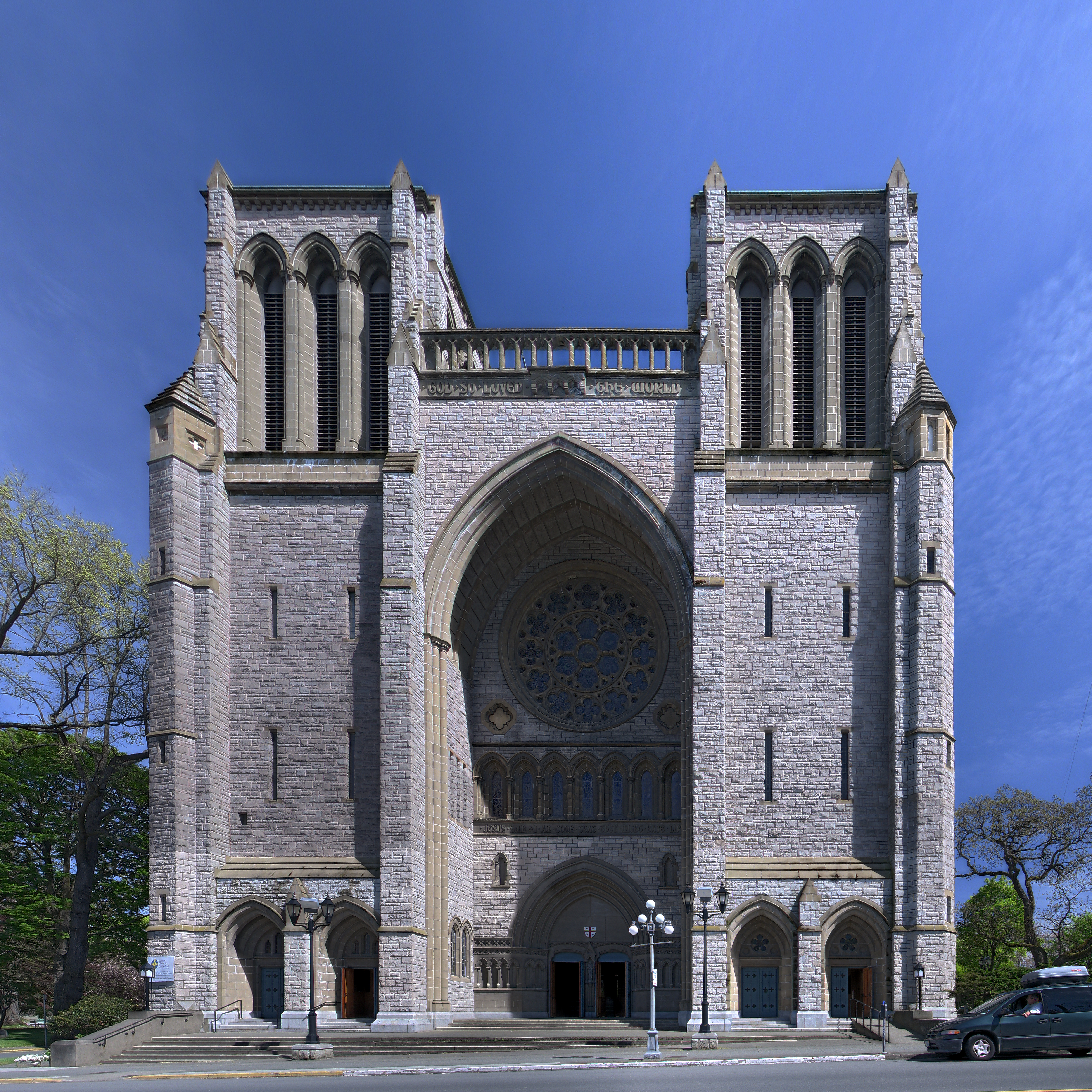
Christ Church Cathedral

Nejstarší a také nejméně porušená čínská čtvrť v Kanadě se nachází právě ve Victorii. V srdci města se nachází Parliament Buildings', 'Fairmont Empress Hotel, novogotická katedrála Christ Church a uznávané Royal British Columbia Museum, s rozsáhlou výstavou týkající se původních obyvatel, přírodní historie a moderních dějin města a jeho okolí. Kromě toho v centru nalezneme také Royal London Wax Museum, Victoria Bug Zoo, a Pacific Undersea Gardens (Tichomořský podmořský svět), kde můžeme vidět nejrůznější mořské živočichy Britské Kolumbie.

## Slavní rodáci
- David Foster (* 1949), kanadský hudební producent, prezident nahrávací společnosti Verve Records[1]
- Nelly Furtado (* 1978), kanadská zpěvačka, textařka a instrumentalistka[2]
- Meghan Oryová (* 1982), kanadská herečka[3]
- Jamie Benn (* 1989), kanadský hokejový útočník[4]

## Partnerská města
- Su-čou, Čína
- Morioka, Japonsko
- Napier, Nový Zéland
- Chabarovsk, Rusko (do března 2022)